# استان چلیابینسک

استان چلیابینسک در نقشهٔ روسیه.

استان چلیابینسک (به روسی: Челя́бинская о́бласть، تلفظ: چِلیابینسکایا اُبلاست) یکی از واحدهای فدرالی کشور روسیه است.
مرکز آن شهر چلیابینسک است.

## مساحت و جمعیت
مساحت این شهر ۸۷٬۹۰۰ کیلومتر مربع و جمعیت آن برپایهٔ سرشماری سال ۲۰۰۲ میلادی برابر با ۳٬۶۰۳٬۳۳۹ نفر بوده‌است.

### منطقهٔ زمانی
استان چلیابینسک در منطقهٔ زمانی یکاترینبورگ قرار دارد.

### شهرهای مهم
- چلیابینسک
- ماگنیتوگورسک
- ترویتسک
- اسنژینسک
- تریوخ‌گورنی
- اوزیورسک